# Като рицарите
„Като рицарите“ (на английски: A Knight's Tale) е американски средновековен приключенски комедиен филм от 2001 г., написан, ко-продуциран и режисиран от Брайън Хелгеланд. Във филма участват Хийт Леджър, Марк Ади, Шанин Сосамон, Руфъс Сюъл, Джеймс Пюрфой, Пол Бетани и Алън Тюдик.
Премиерата на филма е в Съединените щати на 11 май 2001 г. от „Кълъмбия Пикчърс“ и получава смесени отзиви от критиците. Печели 117,5 млн. щатски долара срещу бюджет от 65 млн.